# Gerlach z Nassau
Gerlach z Nassau (ur. w 1322, zm. 12 lutego 1371) – arcybiskup Moguncji i książę-elektor Rzeszy od 1346 r.

## Życiorys
Gerlach był trzecim synem Gerlacha I, hrabiego Nassau, i Agnieszki, córki Henryka – najstarszego syna Henryka I, landgrafa Hesji. Jego dziadem ze strony ojca był król niemiecki Adolf z Nassau. Jako jeden z młodszych synów od dzieciństwa był przeznaczony do stanu duchownego. Już w 1336 r. został kanonikiem w Moguncji. Studiował w Bolonii, był też kanonikiem w Trewirze i Erfurcie. W 1345 r. został dziekanem katedry mogunckiej. Już rok później, w 1346 r., został mianowany przez papieża Klemensa VI na arcybiskupa Moguncji i wyświęcony w Awinionie – po formalnym odsunięciu poprzednika, Henryka z Virneburga. Zyskał w ten sposób także funkcję elektora Rzeszy i już wkrótce z niej skorzystał organizując zjazd w Rhens, na którym obrano nowego króla Niemiec, Karola IV Luksemburskiego (mimo iż żył jeszcze Ludwik IV Bawarski). Gerlach był wiernym stronnikiem Karola (zawdzięczał mu nominację arcybiskupią), a ten w Złotej Bulli z 1356 r. regulującej sprawy elekcji króla Niemiec zagwarantował arcybiskupom Moguncji prawa elektorskie, ale także prawo do zwoływania kolegium elektorów oraz prawo ostatniego głosu. Często też bywał u boku Karola, gdzie m.in. służył pośrednictwem w rozwiązywaniu sporów między książętami Rzeszy. Faktyczną władzę w arcybiskupstwie Moguncji Gerlach zdołał objąć mimo licznych starań dopiero na przełomie 1353 i 1354 r., po śmierci Henryka z Virneburga – do tego czasu pozostawał głównie w swoich włościach lub u boku Karola IV, odbył też podróż do Awinionu. Toczył liczne spory z sąsiednimi władcami, dbał jednak o dobre warunki rozwoju swego księstwa, m.in. w 1358 r. uczestnicząc w związku celnym. Krótko przed śmiercią nakazał kapitule wybór na swego następcę swego bratanka Adolfa, jednak cesarz miał innego kandydata na to stanowisko. 